# Henry B. Steagall
Pour les articles homonymes, voir Steagall.
Henry Bascom Steagall est un homme politique américain né le 19 mai 1873 à Clopton, dans l'Alabama, et mort le 22 novembre 1943 à Washington.
Après des études de droit, Steagall est élu à la Chambre des représentants de l'Alabama en 1906 pour le Parti démocrate. Il entre à la Chambre des représentants des États-Unis en 1915 et reste député jusqu'à sa mort, en 1943. Il a donné son nom au Glass-Steagall Act de 1933, ainsi qu'au Wagner-Steagall Act de 1937 qui donne naissance à l'United States Housing Authority.